# Platyarthron bilineatum
Platyarthron bilineatum là một loài bọ cánh cứng trong họ Cerambycidae.